# Curățele
Curățele è un comune della Romania di 2 647 abitanti, ubicato nel distretto di Bihor, nella regione storica della Transilvania.
Il comune è formato dall'unione di 5 villaggi: Beiușele, Cresuia, Curățele, Nimăiești, Pocioveliște.